# Francesc Bonet i Dalmau
Francesc Bonet i Dalmau   (Valls, 31 de maig de 1841 - Barcelona, 26 de juny de 1898) fou un enginyer industrial català, fabricant del sector tèxtil, apassionat de l'òpera i dels viatges, que l'any 1889 va patentar i construir el primer vehicle amb motor d'explosió de la península Ibèrica, conegut com a Bonet.

## Biografia
Era fill de Carles Bonet i Vallverdú (Tarragona, †1884) i de Paula Dalmau i Comes, ambdós de Valls. Es va casar amb Paula Duran i Donato (Barcelona, †1906).
La seva gran afició per l'ópera feia que viatgés sovint a Itàlia per a contractar-hi companyies per al Gran Teatre del Liceu, arribant a avançar de la seva butxaca les despeses de decorats i desplaçaments. Fou contemporani del tenor barceloni Melcior Vidal i Prats. Al moment de la seva mort, el 1898, el teatre li devia per aquest concepte la quantitat de 60.000 duros.
Bonet havia llogat i regentava la fàbrica de gèneres de punt de la família Sans, als carrers de la Diputació i de Casanova de Barcelona (que havia estat d'Ignasi Carreras i Verdaguer), la primera a fer servir màquines tricotoses a Catalunya. Empès per la seva afició a l'òpera, Bonet va fer construir al bell mig de la fàbrica un pavelló on provava la veu dels seus operaris i ensenyava a cantar als nens del barri. D'aquell pavelló en van sorgir sopranos de renom com ara Josefina Huguet i Maria Barrientos (dependenta d'un estanc a tocar de la fàbrica, fou descoberta per Bonet i anys a venir seria definida per Puccini com a la «Reina del cant»).
L'any 1889, Francesc Bonet va viatjar a París amb motiu de l'Exposició Universal que va tenir lloc, on va conèixer els "vehicles que es movien sense cavalls" i que eren desconeguts a Catalunya. El 12 de desembre, 3 mesos més tard de la seva visita a París, sol·licità una patent d'invenció per a vehicles de diverses rodes moguts per motor d'explosió, i l'any 1890 va construir un tricicle al qual equipà amb un motor Daimler i amb què circulà en companyia d'altres automobilistes pels carrers de Barcelona.